# پارتی باغ
پارتی باغ Garden Party یک فیلم کوتاه انیمیشن فرانسوی محصول سال ۲۰۱۷ به کارگردانی شش هنرمند سه بعدی فرانسوی در طول تحصیل در مدرسه انیمیشن MoPA در فرانسه است. این فیلم کوتاه، فیلم فارغ التحصیلی آنهاست. این فیلم کوتاه در تعدادی از جشنواره‌ها جوایزی را کسب کرده است که در آن جوایز اسکار را برای جایزه بزرگ هیئت داوران برای بهترین انیمیشن دریافت کرد. این فیلم کوتاه نامزد جایزه اسکار بهترین پویانمایی کوتاه در نودمین دوره جوایز اسکار شد.